# Arafat Djako
Arafat Djako (Lomé, 10 novembre 1988) è un ex calciatore togolese, di ruolo attaccante.

## Carriera

### Club
Ha giocato nella massima serie togolese, in quella ghanese, in quella israeliana, in quella russa, in quella qatariota, in quella azera e in quella moldava.

### Nazionale
Nel 2008 ha esordito in nazionale.

## Statistiche

### Cronologia presenze e reti in nazionale
| Cronologia completa delle presenze e delle reti in nazionale ― Togo | Cronologia completa delle presenze e delle reti in nazionale ― Togo | Cronologia completa delle presenze e delle reti in nazionale ― Togo | Cronologia completa delle presenze e delle reti in nazionale ― Togo | Cronologia completa delle presenze e delle reti in nazionale ― Togo | Cronologia completa delle presenze e delle reti in nazionale ― Togo | Cronologia completa delle presenze e delle reti in nazionale ― Togo | Cronologia completa delle presenze e delle reti in nazionale ― Togo |
| Data                                                                | Città                                                               | In casa                                                             | Risultato                                                           | Ospiti                                                              | Competizione                                                        | Reti                                                                | Note                                                                |
| ------------------------------------------------------------------- | ------------------------------------------------------------------- | ------------------------------------------------------------------- | ------------------------------------------------------------------- | ------------------------------------------------------------------- | ------------------------------------------------------------------- | ------------------------------------------------------------------- | ------------------------------------------------------------------- |
| 10-9-2008                                                           | Chililabombwe                                                       | Zambia                                                              | 1 – 0                                                               | Togo                                                                | Qual. Mondiali 2010                                                 | -                                                                   | 61’                                                                 |
| 20-6-2009                                                           | Rabat                                                               | Marocco                                                             | 0 – 0                                                               | Togo                                                                | Qual. Mondiali 2010                                                 | -                                                                   | 83’                                                                 |
| 14-8-2012                                                           | Saint-Leu-la-Forêt                                                  | Togo                                                                | 0 – 3                                                               | Burkina Faso                                                        | Amichevole                                                          | -                                                                   | ?’                                                                  |
| Totale                                                              |                                                                     | Presenze                                                            | 3                                                                   |                                                                     | Reti                                                                | 0                                                                   |                                                                     |